# Yerry Mina
Yerry Fernando Mina González (Guachené, Cauca, 23 de septiembre de 1994) es un futbolista colombiano. Juega como defensa central y su equipo actual es el Cagliari Calcio de la Serie A de Italia. Es internacional absoluto con la Selección de fútbol de Colombia desde el 6 de junio de 2016. 
Empezó su trayectoria en el Deportivo Pasto de la Categoría Primera A de Colombia. En 2013 fue transferido a Independiente Santa Fe, donde permaneció hasta comienzos de 2016. En este club obtuvo la Copa Sudamericana 2015, lo que le valió para ser distinguido como «mejor jugador joven» e incluido en el equipo ideal de la Copa Sudamericana. Finalmente sería fichado por el Palmeiras y ganaría el Campeonato Brasileño 2016, siendo acreedor de diversas distinciones como «mejor defensor central» y «parte del equipo ideal» del Campeonato Brasileño de Fútbol. También fue seleccionado en el Equipo Ideal de América del diario El País de Uruguay. Mina es miembro de la Iglesia Ministerial.
Es el segundo máximo goleador de la Selección de fútbol de Colombia en Copas Mundiales de la FIFA con 3 anotaciones solo detrás de James Rodríguez quien tiene 6 anotaciones.

## Trayectoria

### Deportivo Pasto (2013)
Luego de un paso corto por las Divisiones menores de Millonarios, Yerry debuta a los 18 años de edad con el Deportivo Pasto el 20 de marzo de 2013, bajo el mando de Flabio Torres, en un juego válido por la Copa Colombia frente al Deportivo Cali, en el que tuvo un buen desempeño. Mina se destacó principalmente por su biotipo, estatura y fuerza física, que se complementaban con su rapidez y sus condiciones técnicas, además de ser un jugador polifuncional capaz de jugar como centrocampista, por lo que rápidamente atrajo las miradas de clubes importantes del fútbol colombiano. Participó en la Copa Sudamericana 2013, en la cual su equipo logró acceder hasta la fase de octavos de final  cuando cayó ante el Ponte Preta de Brasil. 
Marcó su primer gol con la camiseta del Pasto en la liga colombiana el 18 de octubre de 2013 ante el Atlético Huila, en una jugada dentro del área, en la que aprovechó su estatura luego de un centro. Al final el partido terminaría empatado a dos tantos.

### Independiente Santa Fe (2014-2016)
Al final del año 2013 sería confirmado como nuevo jugador de Santa Fe.
Mina llegaría a reforzar el equipo cardenal de cara al primer semestre de 2014, en el cual disputaría los torneos locales además de la Copa Libertadores 2014, siendo presentado con el número 25. Debutó con el Santa Fe por liga el 24 de enero de 2014 en un partido frente a Rionegro Águilas cuyo resultado final favoreció a los cardenales por 3 a 0. Mina alternó la titularidad como defensa en el conjunto cardenal, pero alcanzaría su primer gol con el león capitalino frente al Once Caldas en el partido de vuelta de los cuartos de final de la liga colombiana, en el minuto 39 su equipo caía 0 a 2 y se "inventó" un zapatazo violento de borde externo con su botín derecho desde unos 20 metros, para meter la pelota ceñida al ángulo superior derecho del arco, marcando un gol y sentenciando el tiquete a la semifinal. Finalmente su equipo quedó eliminado en la fase de semifinales.
Pese a la llegada de Gustavo Costas, para el segundo semestre de 2014 Mina seguiría alternando la titularidad en el esquema del cuadro santafereño y anotó un tanto en la goleada 5 a 0 frente al Deportes Tolima y otro tanto en el Clásico Bogotano de la fecha 8 de la liga que terminaría ganando Santa Fe 4 a 1. Al final del semestre, Mina y su equipo terminó subcampeón de la Copa Colombia, y además se coronó campeón del Torneo Finalización 2014.
Para la temporada 2015, Mina se consolidaba como titular y pieza clave en el andamiaje del profesor Costas. Ganaría la Superliga frente al Atlético Nacional, en donde marcó un gol en el partido de vuelta. Posteriormente, marcaría otro tanto en la histórica goleada proporcionada por Santa Fe 3 a 0 al Colo Colo chileno, en la fase de grupos de la Copa Libertadores 2015, torneo en el cual desempeñaría una buena actuación llegando a la fase de cuartos de final. Ese semestre también marcaría otro gol en los clásicos capitalinos en el polémico partido de la fecha 18 de la liga.
Para el segundo semestre de 2015,  Mina ya se había convertido en referente cardenal y en un defensa revelación para el fútbol sudamericano. Marcó otro gol con la piel del león el 9 de septiembre en un partido de visita frente a Uniautónoma en la fecha 11 del Torneo Clausura. Titular indiscutible en el equipo campeón de la Copa Sudamericana 2015, el buen jugador nacido en Guachené fue premiado con la convocatoria para un microciclo preparatorio de la selección colombiana sub-23 de cara al repechaje olímpico de 2016. El 11 de febrero marcaría su primer doblete en la goleada 3-0 a Oriente Petrolero por la primera fase de la Copa Libertadores 2016.

### S. E. Palmeiras (2016-2017)

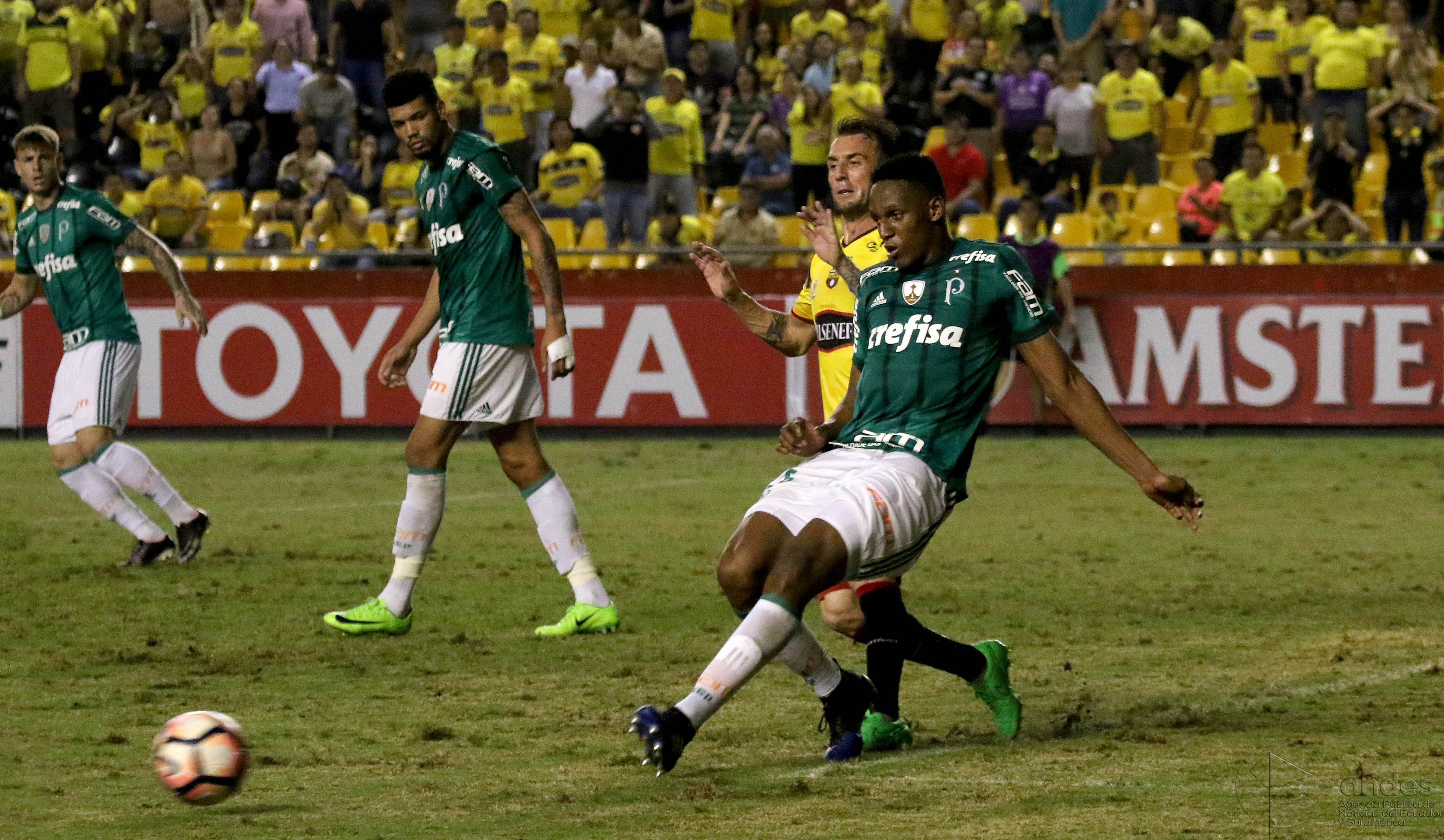
El Panita jugando para el Palmeiras en la Copa Libertadores 2017.

El 11 de mayo de 2016 es presentado oficialmente como nuevo jugador del Palmeiras firmando por cinco temporadas hasta 2021. Debutó el 12 de julio con gol en el empate a un gol frente a Santos pero salió lesionado a mitad de tiempo por una molestia muscular. Marcó su cuarto gol en el torneo el 24 de septiembre dándole la victoria su club 2 a 1 sobre el Coritiba. El 27 de noviembre se consagró campeón del Brasileirão 2016 en la victoria por la mínima frente al Chapecoense, siendo elegido como el mejor zaguero durante la temporada.
El 16 de marzo debutó en la Copa Libertadores 2017 marcando el gol de la victoria por la mínima al minuto 90 frente al Jorge Wilstermann. El 27 de abril, Palmeiras perdía por 2-0 en el primer tiempo, pero en el segundo logró la remontada en el campo de Peñarol, lo venció por 2-3 con el empate parcial 2-2 convertido por Mina. El 18 de junio, Palmeiras venció 2-4 al Bahía con gol de Mina al minuto 83. El 5 de noviembre reapareció anotando en el minuto 34 en la derrota de su club frente a Corinthians; el central no jugaba un partido desde agosto debido a una lesión sufrida en la Copa Libertadores contra el Barcelona de Guayaquil.

### F. C. Barcelona (2018)
El 11 de enero de 2018 se anunció su traspaso al F. C. Barcelona, a cambio de 11.800.000 euros y un contrato que finalizaría en 2022, cuya cláusula de rescisión era de 100 millones de euros. Dos días después fue presentado oficialmente en el Camp Nou. Debutó el 8 de febrero ingresando al minuto 83 por Gerard Piqué  en la victoria 0-2 frente al Valencia C. F., en el partido de vuelta de la semifinal de la Copa del Rey, después del cual pasan a la final. 
Su debut como titular lo hace el 11 de febrero en el empate a cero goles frente al Getafe C. F. en el Camp Nou. Sin embargo, reconoció que su temporada por falta de juego fue muy complicada.

### Everton F. C. (2018-2023)
Varios equipos habían mostrado su interés por el jugador. Mina no entrenó el 7 de agosto de 2018 con el F. C. Barcelona, aumentando los rumores de salida. El 9 de agosto fue traspasado al Everton de la Premier League por 30 millones de euros. Luego de pasar varios meses sin jugar por una lesión, su debut se dio el 3 de noviembre frente al Brighton & Hove Albion entrando desde el banco por Gylfi Sigurðsson y jugando los últimos minutos del partido que ganarían 3-1. En su primer partido como titular el 11 de noviembre sale como la figura del partido en el empate a cero goles en su visita al Chelsea. Su primer gol lo marcaría el 26 de diciembre en la victoria 5-1 contra el Burnley.
Su primer doblete en Europa lo hace el 1 de febrero de 2020 para la remontada 3 a 2 como visitantes ante el Watford F. C. siendo la figura del partido.
El primer gol que hizo en la temporada 2020-21 lo marcaría el 3 de octubre en la victoria de 2-1 ante el Brighton & Hove Albion. El 19 de diciembre marca el gol de la victoria 2 por 1 sobre el Arsenal F. C. marcando gol de cabeza.

### ACF Fiorentina
El 5 de agosto del 2023, se haría oficial su fichaje por la Fiorentina de Italia, tras llegar a un acuerdo y ser traspasado desde el club inglés Everton FC.. aunque este llegaría lesionado y haría su debut en el club italiano el 5 de noviembre frente a la Juventus, partido que resultó extraño para la afición ya que su entrenador Vincenzo Italiano al parecer se le olvido su posición y en vez de ponerlo de defensa central, su posición habitual, lo puso en medio del campo, para que este fuera a buscar goles y a lograr ganar el partido desde el minuto 89• cosa que el equipo no pudo lograr ya que perdería por un 0-1.

## Selección nacional

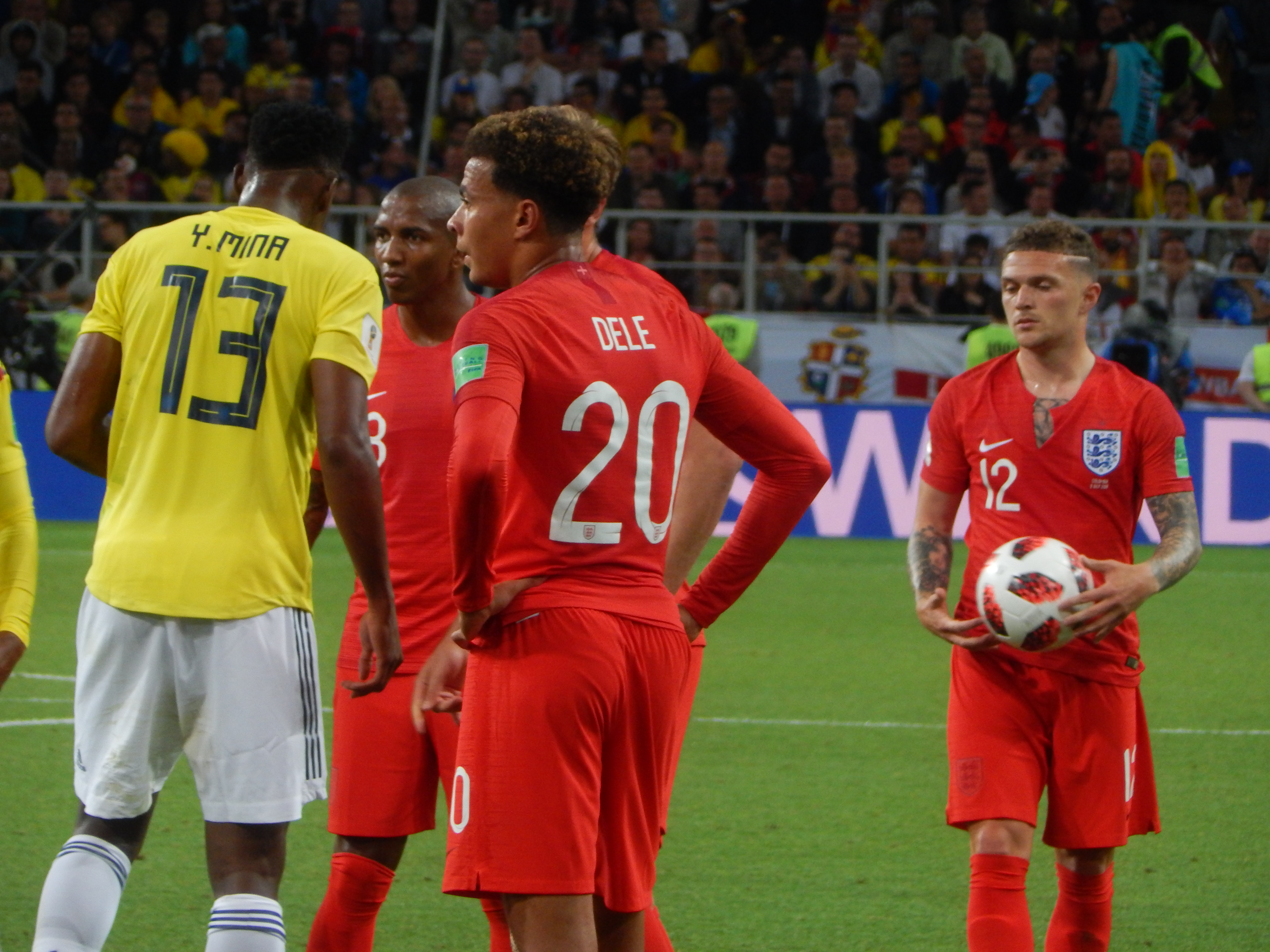
Mina de espaldas en los octavos de final de Rusia 2018.

Fue convocado a la selección de Colombia a principios de 2016 a los partidos amistosos de preparación a la Copa América Centenario. En el mismo año fue convocado a partidos de eliminatorias para el Mundial.
Su debut por eliminatoria sería el 6 de octubre de 2016 jugando todo el partido en la victoria por la mínima diferencia frente a Paraguay en Asunción. El 11 de octubre anotó su primer gol con la "tricolor" en el empate 2-2 frente a Uruguay en Barranquilla.
Su primer doblete con la selección lo marca el 13 de junio de 2017 en la goleada 4 a 0 sobre Camerún en un amistoso internacional.

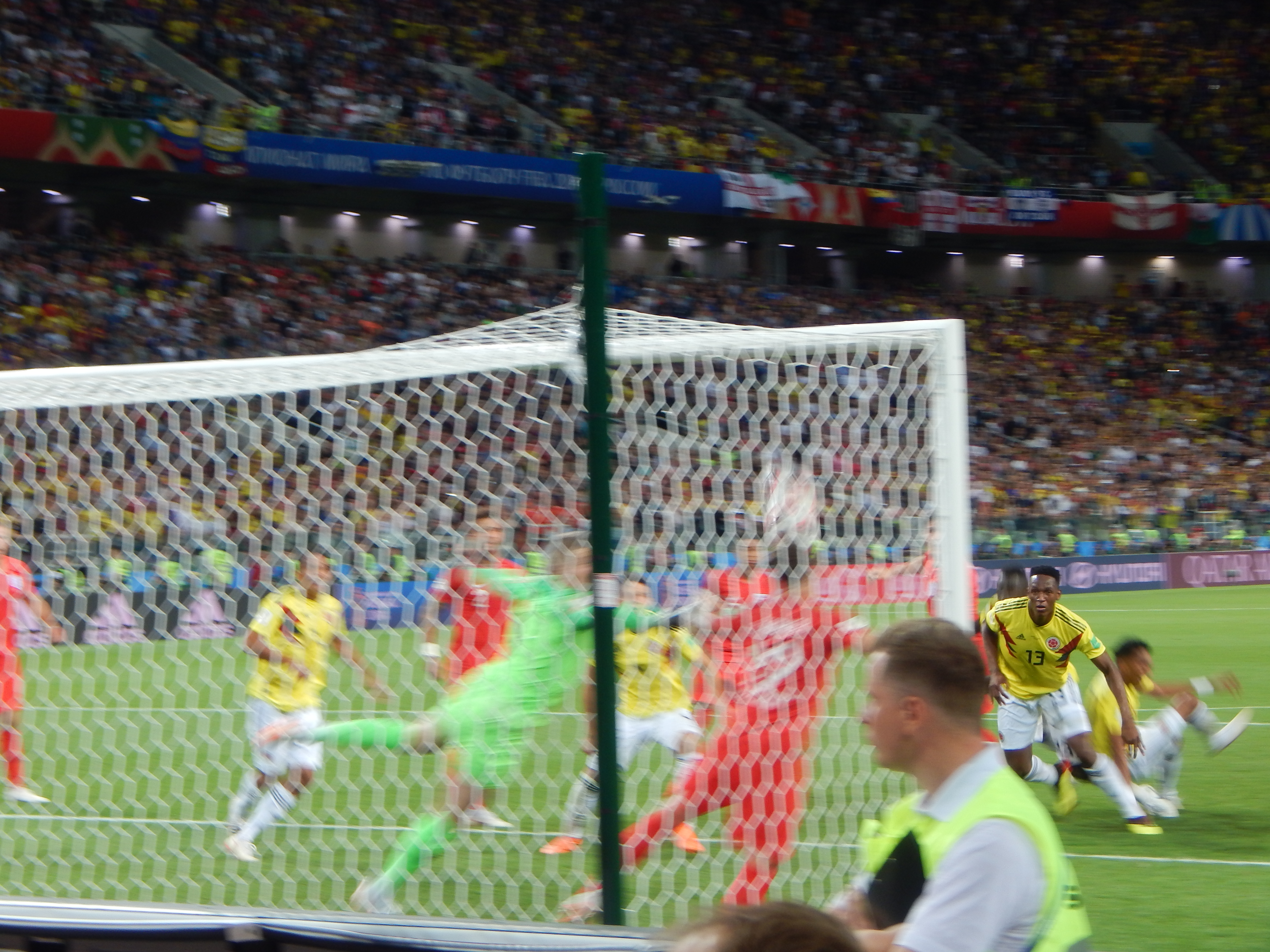
Gol contra Inglaterra en Rusia 2018.

El 14 de mayo de 2018 fue incluido por el entrenador José Pékerman en la lista preliminar de 35 jugadores para disputar el Mundial de Rusia 2018. Finalmente sería seleccionado en la lista final de 23 jugadores.
El 24 de junio debuta en el Mundial de Rusia 2018 abriendo el juego frente a Polonia al minuto 40 para la goleada 3-0 en el segundo partido. El 28 de junio marcaría el gol de la clasificación colombiana en el minuto 74 en la victoria 1-0 sobre Senegal donde sería nombrado como figura del partido.
El 3 de julio, en octavos de final, marcó el gol del empate al minuto 93 contra Inglaterra, llevando el partido a la prórroga donde caerían eliminados por penaltis. Mina terminaría como goleador de Colombia en el mundial con tres goles.
El 30 de mayo queda seleccionado en la lista final de 23 jugadores que disputaran la Copa América 2019 en Brasil. El 3 de junio de 2021 abrió la goleada de Colombia 0-3 sobre Perú por las Eliminatorias a Catar 2022.

### Participaciones enEliminatorias al Mundial
| Eliminatoria                               | Sede del Mundial                | Posición               | Resultado   | PJ | GA | Asis |
| ------------------------------------------ | ------------------------------- | ---------------------- | ----------- | -- | -- | ---- |
| Eliminatorias Mundial de Rusia 2018        | Rusia                           | 4°lugar 27pts          | Clasificado | 5  | 1  | 0    |
| Eliminatorias Mundial de Catar 2022        | Catar                           | 6°lugar 23pts          | Eliminado   | 8  | 1  | 0    |
| Eliminatorias Mundial de Norteamérica 2026 | Estados Unidos, México y Canadá | 6°lugar 22pts          | En disputa  | 7  | 0  | 0    |
| Total en Eliminatorias                     | Total en Eliminatorias          | Total en Eliminatorias | 1/2         | 20 | 2  | 0    |

### Participaciones enCopas del Mundo
| Mundial               | Sede  | Resultado        | PJ | GA | Asis |
| --------------------- | ----- | ---------------- | -- | -- | ---- |
| Mundial de Rusia 2018 | Rusia | Octavos de final | 3  | 3  | 0    |

### Participaciones enCopas América
| Torneo                  | Sede                   | Resultado              | PJ | GA | Asis |
| ----------------------- | ---------------------- | ---------------------- | -- | -- | ---- |
| Copa América Centenario | Estados Unidos         | Tercer lugar           | 2  | 0  | 0    |
| Copa América 2019       | Brasil                 | Cuartos de final       | 3  | 0  | 0    |
| Copa América 2021       | Brasil                 | Tercer lugar           | 7  | 0  | 0    |
| Copa América 2024       | Estados Unidos         | Subcampeón             | 2  | 0  | 0    |
| Total en Copas América  | Total en Copas América | Total en Copas América | 14 | 0  | 0    |

### Goles internacionales
| # | Fecha                 | Lugar                                                          | Rival      | Gol   | Resultado | Competición             |
| - | --------------------- | -------------------------------------------------------------- | ---------- | ----- | --------- | ----------------------- |
| 1 | 11 de octubre de 2016 | Estadio Metropolitano Roberto Meléndez, Barranquilla, Colombia | Uruguay    | 2 - 2 | 2 - 2     | Eliminatorias 2018      |
| 2 | 13 de junio de 2017   | Coliseum Alfonso Pérez, Getafe, España                         | Camerún    | 2 - 0 | 4 - 0     | Amistoso                |
| 3 | 13 de junio de 2017   | Coliseum Alfonso Pérez, Getafe, España                         | Camerún    | 3 - 0 | 4 - 0     | Amistoso                |
| 4 | 24 de junio de 2018   | Kazán Arena, Kazán, Rusia                                      | Polonia    | 0 - 1 | 0 - 3     | Copa Mundial Rusia 2018 |
| 5 | 28 de junio de 2018   | Samara Arena, Samara, Rusia                                    | Senegal    | 0 - 1 | 0 - 1     | Copa Mundial Rusia 2018 |
| 6 | 3 de julio de 2018    | Estadio Spartak, Moscú, Rusia                                  | Inglaterra | 1 - 1 | 1 - 1     | Copa Mundial Rusia 2018 |
| 7 | 3 de junio de 2021    | Estadio Nacional, Lima, Perú                                   | Perú       | 0 - 1 | 0 - 3     | Eliminatorias 2022      |

## Estadísticas

### Clubes
Actualizado al último partido disputado el 16 de agosto de 2025.
| Club                              | Div.          | Temporada     | Liga  | Liga  | Copas nacionales | Copas nacionales | Copas internacionales | Copas internacionales | Total | Total |
| Club                              | Div.          | Temporada     | Part. | Goles | Part.            | Goles            | Part.                 | Goles                 | Part. | Goles |
| --------------------------------- | ------------- | ------------- | ----- | ----- | ---------------- | ---------------- | --------------------- | --------------------- | ----- | ----- |
| Deportivo Pasto · Colombia        | 1.ª           | 2013          | 14    | 1     | 8                | 0                | 2                     | 0                     | 24    | 1     |
| Deportivo Pasto · Colombia        | Total club    | Total club    | 14    | 1     | 8                | 0                | 2                     | 0                     | 24    | 1     |
| Independiente Santa Fe · Colombia | 1.ª           | 2014          | 34    | 3     | 16               | 0                | 2                     | 0                     | 52    | 3     |
| Independiente Santa Fe · Colombia | 1.ª           | 2015          | 23    | 2     | 10               | 1                | 21                    | 1                     | 54    | 4     |
| Independiente Santa Fe · Colombia | 1.ª           | 2016          | 10    | 2     | 0                | 0                | 8                     | 3                     | 18    | 5     |
| Independiente Santa Fe · Colombia | Total club    | Total club    | 67    | 7     | 26               | 1                | 31                    | 4                     | 124   | 12    |
| S. E. Palmeiras · Brasil          | 1.ª           | 2016          | 13    | 4     | 2                | 0                | —                     | —                     | 15    | 4     |
| S. E. Palmeiras · Brasil          | 1.ª           | 2017          | 23    | 2     | 4                | 0                | 7                     | 3                     | 34    | 5     |
| S. E. Palmeiras · Brasil          | Total club    | Total club    | 36    | 6     | 6                | 0                | 7                     | 3                     | 49    | 9     |
| F. C. Barcelona · España          | 1.ª           | 2017-18       | 5     | 0     | 1                | 0                | 0                     | 0                     | 6     | 0     |
| F. C. Barcelona · España          | Total club    | Total club    | 5     | 0     | 1                | 0                | 0                     | 0                     | 6     | 0     |
| Everton F. C. Inglaterra          | 1.ª           | 2018-19       | 13    | 1     | 2                | 0                | —                     | —                     | 15    | 1     |
| Everton F. C. Inglaterra          | 1.ª           | 2019-20       | 29    | 2     | 4                | 0                | —                     | —                     | 33    | 2     |
| Everton F. C. Inglaterra          | 1.ª           | 2020-21       | 24    | 2     | 5                | 1                | —                     | —                     | 29    | 3     |
| Everton F. C. Inglaterra          | 1.ª           | 2021-22       | 13    | 0     | 1                | 1                | —                     | —                     | 14    | 1     |
| Everton F. C. Inglaterra          | 1.ª           | 2022-23       | 7     | 2     | 1                | 0                | —                     | —                     | 8     | 2     |
| Everton F. C. Inglaterra          | Total club    | Total club    | 86    | 7     | 13               | 2                | 0                     | 0                     | 99    | 9     |
| ACF Fiorentina · Italia           | 1.ª           | 2023-24       | 4     | 0     | 2                | 0                | 1                     | 0                     | 7     | 0     |
| ACF Fiorentina · Italia           | Total club    | Total club    | 4     | 0     | 2                | 0                | 1                     | 0                     | 7     | 0     |
| Cagliari Calcio · Italia          | 1.ª           | 2023-24       | 14    | 2     | —                | —                | —                     | —                     | 14    | 2     |
| Cagliari Calcio · Italia          | 1.ª           | 2024-25       | 31    | 1     | —                | —                | —                     | —                     | 31    | 1     |
| Cagliari Calcio · Italia          | 1.ª           | 2025-26       | —     | —     | 1                | 0                | —                     | —                     | 1     | 0     |
| Cagliari Calcio · Italia          | Total club    | Total club    | 45    | 3     | 1                | 0                | 0                     | 0                     | 46    | 3     |
| Total carrera                     | Total carrera | Total carrera | 257   | 24    | 56               | 4                | 41                    | 7                     | 354   | 35    |

## Palmarés

### Títulos nacionales
| Título                     | Club            | País     | Año  |
| -------------------------- | --------------- | -------- | ---- |
| Torneo Finalización        | Santa Fe        | Colombia | 2014 |
| Superliga de Colombia      | Santa Fe        | Colombia | 2015 |
| Serie A                    | S. E. Palmeiras | Brasil   | 2016 |
| Copa del Rey               | F. C. Barcelona | España   | 2018 |
| Primera División de España | F. C. Barcelona | España   | 2018 |

### Títulos internacionales
| Título            | Club     | País     | Año  |
| ----------------- | -------- | -------- | ---- |
| Copa Sudamericana | Santa Fe | Colombia | 2015 |

### Distinciones individuales
| Distinción                                                | Año  |
| --------------------------------------------------------- | ---- |
| Mejor jugador joven de la Copa Sudamericana               | 2015 |
| Parte del equipo ideal de la Copa Sudamericana            | 2015 |
| Parte del equipo ideal de la Categoría Primera A          | 2015 |
| Parte del equipo ideal del Campeonato Brasileño de Fútbol | 2016 |
| Mejor defensor central del Campeonato Brasileño de Fútbol | 2016 |
| Parte del Equipo Ideal de América                         | 2016 |
| Mejor defensor central del Campeonato Paulista            | 2017 |
| Equipo ideal de la fase de grupos de la Copa Libertadores | 2017 |
| MVP contra Senegal en la Copa Mundial de Fútbol de 2018   | 2018 |
| Nominado al FIFA/FIFPro World XI                          | 2018 |

## Vida personal
Su hermano Juan José Mina también es futbolista.